# Список самых высоких зданий Самары
В список самых высоких зданий Самары включены здания высотой более 85 м. Под зданиями здесь понимаются наземные строительные сооружения с помещениями для проживания и (или) деятельности людей, размещения производств, хранения продукции или содержания животных. Мачты, трубы и прочие технические постройки, не предназначенные для проживания и (или) деятельности людей, размещения производств, хранения продукции или содержания животных, зданиями не являются.

Согласно действующим строительным нормам и правилам (СНиП 31-06-2009):
При определении этажности здания в число этажей включаются все надземные этажи, в том числе технический этаж, мансардный, а также цокольный этаж, если верх его перекрытия находится выше средней планировочной отметки земли не менее чем на 2 м. Подполье для проветривания под зданиями, проектируемыми для строительства на вечномерзлых грунтах, независимо от его высоты, в число надземных этажей не включается. При различном числе этажей в разных частях здания, а также при размещении здания на участке с уклоном, когда за счет уклона увеличивается число этажей, этажность определяется отдельно для каждой части здания. Технический этаж, расположенный над верхним этажом, при определении этажности здания не учитывается.
Для жилых зданий, высота которых по проекту неизвестна, для включения в список принят критерий в 28 надземных этажей, считая технические (при высоте потолков до 2,9 м), или в 26 этажей (при высоте потолков от 3 м и более). Для общественных зданий, высота которых по проекту неизвестна, для включения в список принят критерий в 23 надземных этажа, считая технические (при высоте потолков стандартных этажей 3,5 м и более), или 25 этажей (при высоте потолков менее 3,4 м). Если высота потолков неизвестна, то критерий включения в список по умолчанию составляет 28 этажей для жилых зданий и 25 этажей для общественных зданий. Если 27-этажное здание имеет не менее двух этажей с повышенной высотой потолков и изначально предназначенных под офисы и магазины, то оно также включается в список.

## Описание
На декабрь 2010 года в Самаре построено 273 высотных зданий (выше 35 метров и (или) 12 этажей), а также 19 строится.
По состоянию на 2014 год Самара занимала 7 место в списке российских городов с наиболее высокими зданиями (после Москвы, Екатеринбурга, Грозного, Санкт-Петербурга, Саратова и Красногорска).
На 2019 год самое высокое построенное здание ЖК «Вилоновский» имеет 34 этажа, самое высокое строящееся здание в ЖК «Центральный» согласно проекту будет иметь 30 этажей.
В 2023 году началась стройка башен «Balance Towers». Высота первой башни будет 129 метров и 37 этажей, а высота второй башни будет 81,4 метра, и 22 этажа
Также проект «Самара-сити» будет строить башни близнецы, но неизвестно высота и этажи данного проекта.

## Построенные и достраивающиеся здания
В таблицу включаются построенные и достраивающиеся здания, достигшие своей максимальной высоты по проекту. Жёлтым цветом в таблице выделены ещё не сданные здания. Знак равенства (=) после номера здания в рейтинге свидетельствует о том, что аналогичную высоту имеет ещё как минимум одно здание. Для удобства пользования таблицей в ней используются некоторые сокращения: ЖК — жилой комплекс; БЦ — бизнес-центр; ТЦ — торговый центр.
| Место | Название строения               | Фото | Высота, м              | Этажность | Год постройки | Адрес                    | Сноски               |
| ----- | ------------------------------- | ---- | ---------------------- | --------- | ------------- | ------------------------ | -------------------- |
| 1     | ЖК «Вилоновский»                |      | 121,4                  | 34        | 2014          | ул. Садовая, 176         | [ 5 ] [ 7 ] [ 8 ]    |
| 2=    | ЖК «Ладья» корпус 1             |      | 109                    | 20        | 2008          | ул. Лесная, 31           |                      |
| 2=    | БЦ «Вертикаль»                  |      | 109                    | 27        | 2009          | Московское шоссе, 17     | [ 9 ] [ 10 ]         |
| 4=    | ЖК «Ладья» корпус 2             |      | 107                    | 29        | 2006          | ул. Лесная, 33           | [ 11 ]               |
| 4=    | ЖК «Ладья» корпус 3             |      | 107                    | 29        | 2008          | ул. Лесная, 35           | [ 12 ] [ 13 ] [ 14 ] |
| 6     | «Газпром Трансгаз Самара»       |      | 101                    | 23        | 2012          | ул. Ново-Садовая, 106а   | [ 15 ] [ 16 ]        |
| 7     | Здание железнодорожного вокзала |      | 100 (шпиль) 86 (крыша) | 15        | 2001          | Комсомольская площадь, 1 | [ 17 ]               |
| 8     | ЖК «Москва»                     |      | 98 (шпиль) 91 (крыша)  | 27        | апрель 2014   | Московское шоссе, 55     | [ 18 ]               |

## Строящиеся здания
| Название         | Высота, м | Этажность | Год постройки | Статус                              | Примечания           |
| ---------------- | --------- | --------- | ------------- | ----------------------------------- | -------------------- |
| Баланс Towers 1  | 129,8     | 37        | 2026          | Строительство началось в марте 2023 | [ 19 ] [ 20 ] [ 21 ] |
| ЖК «Самара-Сити» | ~114      | 38        | 2026          |                                     |                      |
| ЖК «Космолёт»    | ~96       | 32        | 2024          |                                     | [ 22 ] [ 23 ]        |
| ЖК «Green River» | ~87       | 29        | 2032          |                                     | 2 корпуса            |
| ЖК «ЗИМ Галерея» | ~84       | 27        | 2026          |                                     |                      |
| Баланс Towers 2  | 81,4      | 22        | 2026          | Строительство началось в марте 2023 | [ 19 ] [ 20 ] [ 21 ] |

## Предложенные и отменённые проекты
| Название                 | Высота, м | Этажность | Год постройки | Статус                     | Примечания           |
| ------------------------ | --------- | --------- | ------------- | -------------------------- | -------------------- |
| Небоскреб на месте ГПЗ-4 | 250       | 75        | н.д.          | Проект предложен в 2021 г. | [ 24 ] [ 25 ] [ 26 ] |
| Небоскреб на месте ГПЗ-4 |           | 53        | н.д.          | Проект предложен в 2021 г. | [ 24 ] [ 25 ] [ 26 ] |